# Sędziejowice (województwo łódzkie)
Sędziejowice – wieś w Polsce położona w województwie łódzkim, w powiecie łaskim, w gminie Sędziejowice. Wieś leży 13 km na południe od Łasku, w sąsiedztwie dużych lasów i rzeki Grabi. Od stacji PKP Kozuby na linii Karsznice – Siemkowice dzieli ją 2 km.
Miejscowość leży przy drodze wojewódzkiej nr 481 z Łasku do Wielunia.
Wieś arcybiskupstwa gnieźnieńskiego w powiecie szadkowskim województwa sieradzkiego w końcu XVI wieku. W latach 1975–1998 miejscowość położona była w województwie sieradzkim.
Miejscowość jest siedzibą gminy Sędziejowice. We wsi znajduje się kościół i parafia Świętej Marii Magdaleny Pokutnicy i Świętego Klemensa I Rzymskiego (należąca do dekanatu widawskiego).

## Historia
Sędziejowice wymienia po raz pierwszy bulla gnieźnieńska (zwana złotą) z 1136 r. papieża Innocentego II wydana w Pizie. Wieś od najdawniejszych czasów była własnością książęcą. Z nadania któregoś z władców przekazana została arcybiskupom gnieźnieńskim. W bulli wymieniona jako Zandeieuici vel Zandeievici wśród wsi arcyb. k. Sieradza (circa Zeraz). Pisownia nazwy wsi w okresie średniowiecznym była różna. W kopiale z końca XVI w. wymieniony jest kościół w Sandzevoievieusis przy zmianie w 1366 r. dziesięcin, a w 1392 wymieniony jest pleban Dominic de Sandzeowicze. Obecna nazwa wsi ustaliła się w końcu XVIII w. Tzw. klucz sędziejowicki pozostawał w rękach kościelnych aż do rozbiorów, kiedy to Kościół utracił swe posiadłości na rzecz państw zaborczych. W 1842 r. (ukazem cara Mikołaja I z 9/21 XII 1835 r.) majątek ten otrzymał w formie majoratu były pułkownik – dowódca Siewierskiego Pułku Piechoty, późniejszy gen. T. Łuzanow. Po jego śmierci dobra te 27 VII 1874 r. przeszły w ręce najstarszego syna, Piotra Łuzanowa. Odrodzone państwo polskie ustawą z 25 VIII 1919 r. przejęło dobra donacyjne. Z dóbr sędziejowickich wyłączono 119 ha i podzielono je na 19 działek, zakładając tzw. Kolonię Sędziejowice, resztę dóbr powierzono Towarzystwu Rolniczemu Łasko-Szadkowskiemu.
Wieś związana jest z ważnym wydarzeniem z okresu powstania styczniowego. W dniu 26 sierpnia 1863 r., gdy w wyniku zarządzonej przez gen. Edmunda Taczanowskiego koncentracji w Sędziejowicach było 1600-1800 samej powstańczej kawalerii, za zdążającym do wsi niewielkim oddziałkiem dowodzonym przez Bąkowskiego wpadła doborowa sotnia kozaków, w której składzie było wielu synów arystokracji rosyjskiej. Sotnią dowodził rotmistrz huzarów grodzieńskich von Grabbe. Prawie wszyscy kozacy polegli. Do niewoli wzięto tylko pięciu Rosjan, w tym rotmistrza von Grabbego. Bitwa w Sędziejowicach przyczyniła się do koncentracji wojska moskiewskiego, co w konsekwencji doprowadziło do klęski oddziałów gen. Taczanowskiego na polach wsi Kruszyna – Nieznanice koło Częstochowy w dniu 29 sierpnia 1863 r.
O bitwie w Sędziejowicach Maria Konopnicka napisała wiersz O Zarembie 1863 r. w sierpniu pod Sedziejowicami. Zaczyna się on słowami:
"A w Sieradzkiej Ziemi

Łokietkowej ziemi

Zniósł tam Moskwę Taczanowski

Z kosyniery swemi".

Na miejscowym cmentarzu w 10-lecie klęski (w 1874 r.) wystawiono okazały pomnik z płyt piaskowca z rzeźbą w marmurze, przedstawiającą rannego rtm. Grabbego wydającego rozkazy. Pomnik mimo upływu czasu ocalał prawie nienaruszony. Przy głównej alejce, w skromnej mogile, spoczywają czterej zabici powstańcy. Wieś uczciła ich pamięć nadaniem szkole gminnej imienia "Powstańców 1863 r.".
W 1918 r. majątek przejęło państwo polskie. W 1921 r. przeprowadzono parcelację ziemi, a tzw. resztówkę (33,5 ha) wraz z budynkami przekazano organizującej się szkole. W 1940 r. Niemcy wysiedlili z Sędziejowic 2/3 rodzin polskich, a na ich miejsce sprowadzili Niemców z Wołynia i Besarabii. Podczas okupacji niemieckiej w 1943 Niemcy wprowadzili dla wsi okupacyjną nazwę nazistowską Sendewitz.

## Zabytki
Do 13 VII 1984 r. istniał tu ufundowany przez arcybiskupa gnieźnieńskiego Antoniego Ostrowskiego modrzewiowy kościół św. Marii Magdaleny z 1779 r. z wyposażeniem wczesnobarokowym, głównie z XVII w. Pożar od pioruna sprawił, że kościół spłonął doszczętnie. Prawdopodobnie mogły to spowodować elektryczne dzwony, które zamontowano dzień wcześniej. Wraz z kościołem płomień strawił bogate wyposażenie, także 13 obrazów, które pochodziły z kościoła w Skierniewicach i stanowiły dar fundatora.
Z dawnego założenia dworskiego (na terenie Zespołu Szkół Rolniczych) został dwór i park. Dwór jest budynkiem parterowym, murowanym, zbudowanym w stylu neoklasycystycznym z I poł. XIX w. (ok. 1840 r.), przebudowanym na początku XX w. Przed wejściem ganek z dwiema parami kolumn, nad którymi późniejszy balkon. Drzwi wejściowe rzeźbione. Dach czterospadowy z mansardami. W dobrze utrzymanym parku podziwiać można aleję grabową, pomnikowe okazy dębów i lip drobnolistnych.

## Zespół Szkół Rolniczych im.Władysława Grabskiego
W latach 1921–27 istniejącą tu od 1896 r. cerkiew rozbudowano, powiększono o 1/3 i przekształcono w pawilon szkolny. Oficjalne otwarcie Ludowej Szkoły Rolniczej nastąpiło 15 listopada 1924 r. Od 1927 r. była to tzw. Sejmikowa Szkoła Rolnicza. Dzięki rozbudowie w latach 70. XX w. Zespół Szkół Rolniczych w Sędziejowicach jest nowoczesną placówką oświatową.
W roku 2004 szkoła rolnicza w Sędziejowicach obchodziła 80-lecie swego istnienia. Jest ona najstarszą placówką tego typu w rejonie sieradzkim. Początki historii szkoły datuje się na rok 1920, kiedy to miejscowe kółko rolnicze wystąpiło z inicjatywą zorganizowania szkoły rolniczej na terenie majątku przejętego w roku 1918. W lutym 1921 roku, dzięki pomocy posła Wyżykowskiego, delegaci wsi: Ignacy Gołębiewski i Franciszek Wolniak uzyskali zezwolenie władz na otwarcie szkoły. Dzięki temu od roku 1922 na terenie majątku ziemskiego rozpoczęto prowadzenie kursów rolniczych. Oficjalne otwarcie "Ludowej Szkoły Rolniczej" nastąpiło 15 listopada 1924 roku. W tymże roku rozpoczęto budowę gmachu szkoły na miejscu dawnej cerkwi. Przedsięwzięcie zakończono w roku 1927. Po wybuchu II wojny światowej obiekt przejęli okupanci. Zaraz po wyzwoleniu, bo już 4 marca 1945 roku, dzięki ofiarności pierwszych nauczycieli oraz mieszkańców wsi reaktywowano szkołę rolniczą. W rok później otwarto 3-letnie Męskie Gimnazjum Rolnicze, przemianowane w roku 1947 na Liceum Rolnicze a następnie na Technikum Rolnicze. W latach 1969/1970 odbyła się rekrutacja do Technikum Rolno-Łąkarskiego. W roku 1975 w Sędziejowicach powołano Zespół Szkół Rolniczych z czterema typami szkół, a w dwa lata później podjęta została inicjatywa rozbudowy szkoły. Inicjatywa ta jest nieodłącznie związana z osobą długoletniego dyrektora ZSR w Sędziejowicach – Wojciecha Kabzy. W wyniku zakończenia pierwszej części cyklu inwestycyjnego w roku 1981 oddano do użytku gmach dydaktyczny z 18 pracowniami, klubem i zapleczem oraz 20-rodzinny Dom Nauczyciela. W roku 1990 wybudowano jedną z największych w regionie halę sportową i rozbudowano internat, wykonując tym samym następną część cyklu inwestycyjnego na terenie ZSR w Sędziejowicach. W roku 2006 wszystkie obiekty szkolne poddano termomodernizacji.
W roku 1994 szkoła rolnicza w Sędziejowicach otrzymała imię Władysława Grabskiego.
Szkoła rolnicza w Sędziejowicach wykształciła i wychowała do dziś ponad 4000 absolwentów. Spotkać ich można w całej Polsce wśród polityków, lekarzy, aktorów, dziennikarzy, księży, nauczycieli, naukowców i w wielu innych miejscach. Dziś rolniczy charakter szkoły powoli zatraca się, choć nadal kształci ona specjalistów z dziedziny rolnictwa i agrobiznesu.

## Sport
W Sędziejowicach działa Gminny Klub Sportowy Sędziejowice. Jest to jedyny klub piłkarski na terenie Gminy Sędziejowice. Zespół seniorów występuje na boiskach sieradzkiej B-klasy. Prowadzona jest również drużyna juniorska. Klub posiada przy ulicy Sportowej własny (gminny) stadion z ławkami na 200 miejsc siedzących (więcej informacji: www.lkssedziejowice.yoyo.pl).